# Euchlaena minoraria
Euchlaena minoraria är en fjärilsart som beskrevs av George Duryea Hulst 1886. Euchlaena minoraria ingår i släktet Euchlaena och familjen mätare. Inga underarter finns listade i Catalogue of Life.